# Dick Contino
Dick Contino (Fresno, 17 gennaio 1930 – Fresno, 19 aprile 2017) è stato un fisarmonicista e cantante statunitense.

## Biografia
Contino nacque a Fresno, in California. Studiò fisarmonica principalmente con Angelo Cognazzo, di San Francisco, e occasionalmente con Guido Deiro, a Los Angeles. Fin dall'inizio mostrò una grande virtuosità con lo strumento. Anche se si era laureato alla High School di Fresno nel 1947 ed iscritto al Fresno State College, non riuscì a concentrarsi sui suoi studi. Contino ha spiegato: "Ho apprezzato l'università, ma durante i corsi continuavo a pensare che se avessi avuto successo, sarebbe stata la mia musica che mi avrebbe portato fin lì".

## Carriera
Contino ebbe la sua grande occasione il 7 dicembre 1947, quando suonò "Lady of Spain" (il suo pezzo forte) e vinse il primo premio nel concorso di talenti Horace Heidt/Philip Morris a Fresno, trasmesso alla radio nazionale. Contino ha inoltre vinto il primo posto nelle successive gare a Los Angeles, Omaha, Des Moines, Youngstown, Cleveland, Pittsburgh, Harrisburg e New York City. Arrivò al primo posto nel turno finale del 12 dicembre 1948 a Washington D.C.. Eddie Fisher ebbe un successo molto superiore con la canzone nel 1952. La canzone di Contino "Yours" fu il suo primo singolo di successo. La canzone ha raggiunto il numero 27 sulle classifiche delle pop americane nel 1954. Il suo secondo e unico altro singolo di successo fu "Pledge My Love", che raggiunse il numero 42 sulle classifiche pop americane nel 1957.
Contino andò in tournée con la Horace Heidt Orchestra e fu accreditato come "il più grande suonatore di fisarmonica del mondo". Apparve su The Ed Sullivan Show per 48 volte, un record.
Problemi di coscrizione
Il suo successo fu interrotto quando Contino fu arruolato durante la guerra coreana. Contino, che al momento è stato detto che guadagnasse 4000 $ alla settimana, fuggì dalla caserma di formazione a Fort Ord, a causa di fobie estreme e non pubblicate e delle nevrosi.
Era stato etichettato come "renitente alla leva" e imprigionato per diversi mesi prima di servire nelle forze armate degli Stati Uniti e di dimesso in modo onorevole come Sergente di Squadra, ricevendo il perdono presidenziale. Lo scandalo che riportò la carriera di Contino fu un colpo serio, ma continuò ad esibirsi, compresi alcuni film negli anni Cinquanta e Sessanta.
Carriera successiva
L'influenza di Contino divenne nota a una nuova generazione nel 1991, quando Daddy-O, un film a basso costo del 1958, in cui era protagonista come un cantante ribelle e battuto vestito in modo bizzarro, diventò il punto centrale di un episodio della terza stagione di Mystery Science Theatre 3000. Contino fu inoltre rappresentato in Girls Town del 1959 insieme ad altri musicisti come Paul Anka e The Platters.
Continuò ad esibirsi regolarmente negli Stati Uniti. Il suo repertorio è eclettico, spaziando dalle canzoni italiane come "Torna a Surriento" e "Arrivederci Roma" a quelle più comuni, come "Lady of Spain" e "Swinging on a Star".

## Un racconto ed altre opere di fantasia
James Ellroy scrisse un racconto, Dick Contino's Blues, che è una mini memoria e anche una crime story, basata sulle esperienze di Contino come un artista che lotta dopo la guerra. È compreso nella raccolta di racconti Hollywood Nocturnes di Ellroy del 1994. Una versione apparve nel numero 46 della rivista Granta (Inverno 1994) insieme a diverse fotografie di Contino e dell'autore. Ellroy scrisse anche un racconto intitolato Hollywood Shakedown, che è comparso nella sua raccolta di lavori "Crime Wave" e presentava Contino come personaggio centrale. La storia è completamente fittizia in quanto presenta numerosi fatti di violenza e omicidio ai quali Contino in realtà non era mai stato collegato o accusato.
Nel gennaio 2012 è stata pubblicata una biografia della vita di Dick Contino ... La bellezza dell'imperfezione, autori Dick J. Contino e l'amico di lunga data e direttore musicale Corky Bennett:
Fonte: Dick Contino stesso ... (aggiunto dall'amico di lunga data David Clarish il 17 maggio 2017).
Contino è morto il 19 aprile 2017, all'età di 87 anni.